# Seriola hippos
 Seriola hippos és una espècie de peix de la família dels caràngids i de l'ordre dels perciformes.

## Morfologia
Els mascles poden assolir els 150 cm de longitud total i els 53,1 kg de pes.

## Distribució geogràfica
Es troba a Austràlia i a Nova Zelanda.